# クリスマスの山

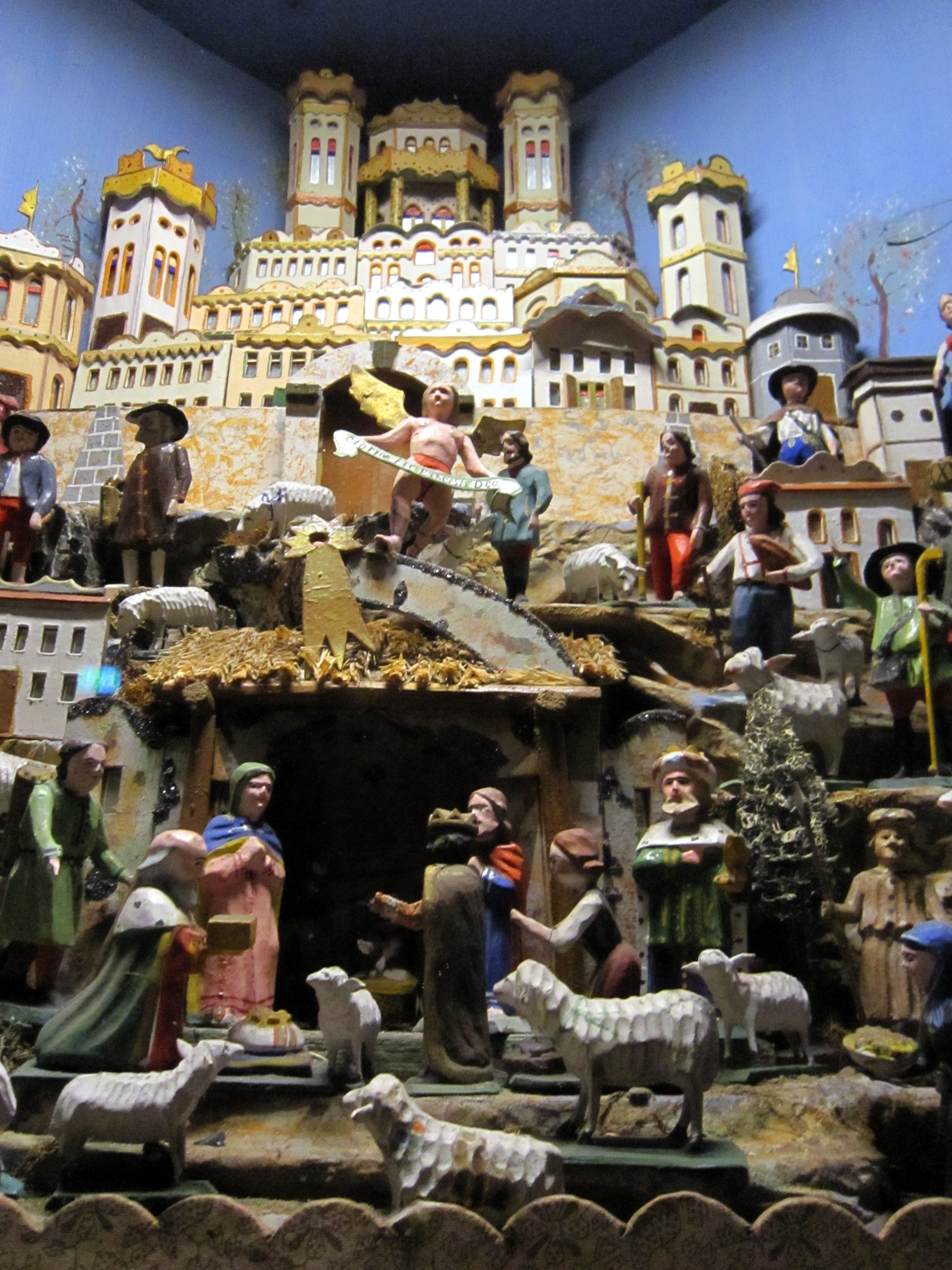
多くの人形も配置した「クリスマスの山」

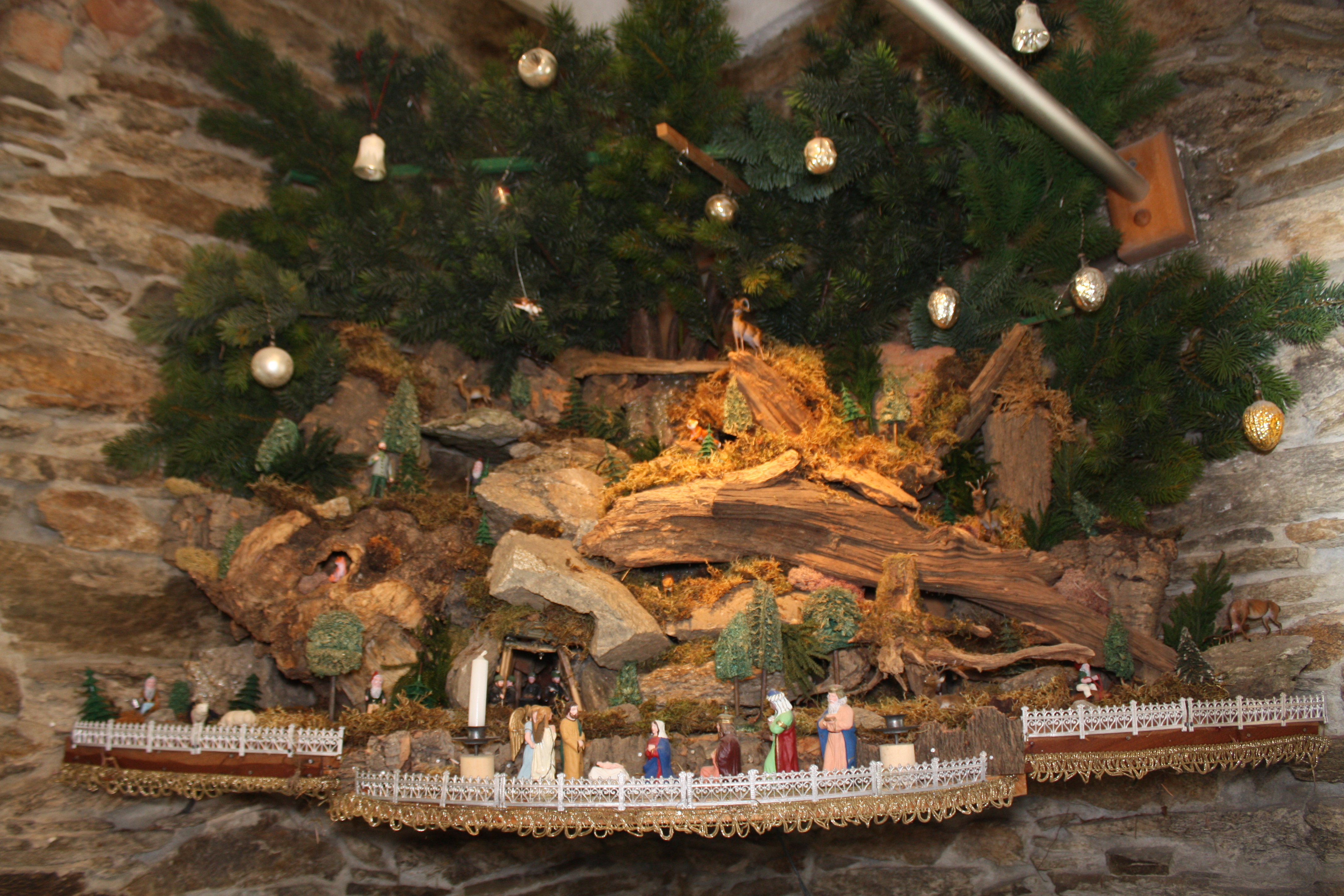
部屋の隅に置かれた「クリスマスの山」。木の根で作られた岩山に鉱山の入り口があり、その前に「降誕場面」が飾られている。

クリスマスの山（ドイツ語: Weihnachtsberg）はドイツ語ではヴァイナハツベルクと呼ばれ、クリスマス時期に屋内に設置さるエルツ山地の風景の模型である。この山地はドイツとチェコ共和国間にあり、この地方では「ウィンケル」または「クリスマスの隅」とも呼ばれている。
通常部屋の片隅にそれを飾る棚のような木の隅を置いていて、そのモチーフである降誕場面に基づいて作られる。中央エルツ山地地方では、山はしばしば形の良い根から作られ、それは次に苔で覆われ、そしてきれいに装飾された。ベビーベッド、狩猟、採掘のモチーフ、その他地元のテーマが表示される。使用される人形と機械類は、可動式に設計されていれば機械式に駆動された。
クリスマスの山は、18世紀の地下鉱山に起源があり（鉱山が多いエルツ山地のエルツは、ドイツ語で鉱石の意味）、それは単なる採掘のモチーフであった。そしてクリスマスのモチーフは19世紀に追加されて、19世紀半ばからは、クリスマスの山や隅にも多くの人形が装備された。これは貧しい人々にとっては、比較的高価な彫刻された人物の安価な代替品であった。
エルツ山地の生きた文化的資産としてほとんど失われてきたが、最近「クリスマスの山」や「クリスマスの隅」は再び人気が高まり、個人の家庭に戻るようになってきた。
2008年にシュネーベルクの鉱業民芸博物館でクリスマスの山々の特別展が開催された。

## 参照項目
- 降誕場面